# 賈選
賈選（1519年—？），字舜舉，河南開封府祥符縣人，匠籍，明朝政治人物。賜進士出身。

## 生平
嘉靖二十五年（1546年）丙午科河南鄉試第六名舉人。嘉靖三十八年（1559年）中式己未科會試第一百八十八名，二甲第七十六名進士。官濟寧州同知，四十二年（1563年）十月被給事中趙灼等弹劾不称职，被革职为民。

## 家族
曾祖賈俊；祖父賈寧；父賈希顏，知縣。母馮氏。慈侍下。